# 木城彝族傈僳族乡
木城彝族傈僳族乡是中华人民共和国云南省保山市龙陵县下辖的一个民族乡。

## 行政区划
木城彝族傈僳族乡下辖以下村级行政区划单位：
木城村、鱼塘垭口村、老满坡村、花椒村和乌木寨村。